# Старая Линза
Ста́рая Ли́нза — затопленный карьер по добыче талько-магнезита в посёлке Шабровском. Шабровское месторождение и комбинат находятся в 27 километрах к югу от города Екатеринбурга.

## Общее описание
Карьер представляет собой озеро в пределах ступенчатых стен, образованных выработкой тальковой породы. Старая линза расположена вблизи от горы Высокой и скал Шабровских каменных палаток, менее чем в одном километре — отработанная Вознесенская золотая россыпь. До открытия талька в этом месте его добывали в окрестностях Сысерти (Тальков Камень). В 1974 году карьер был законсервирован из-за технического устаревания методов добычи и оборудования. Консервация заключалась в том, что предприятие ООО «Шабровский тальковый карьер» регулярно откачивало из него воду, не давая превратиться в озеро.
Глубина карьера Шабровского месторождения Старой Линзы — около 100 метров, ширина — 250 метров, длина — 400 метров. Когда-то стены карьера были нарушены подземными водами и там образовались красивые водопады. Карьер был затоплен в начале 2017 года, сейчас он представляет пруд.

## «Старая линза» как туристический объект

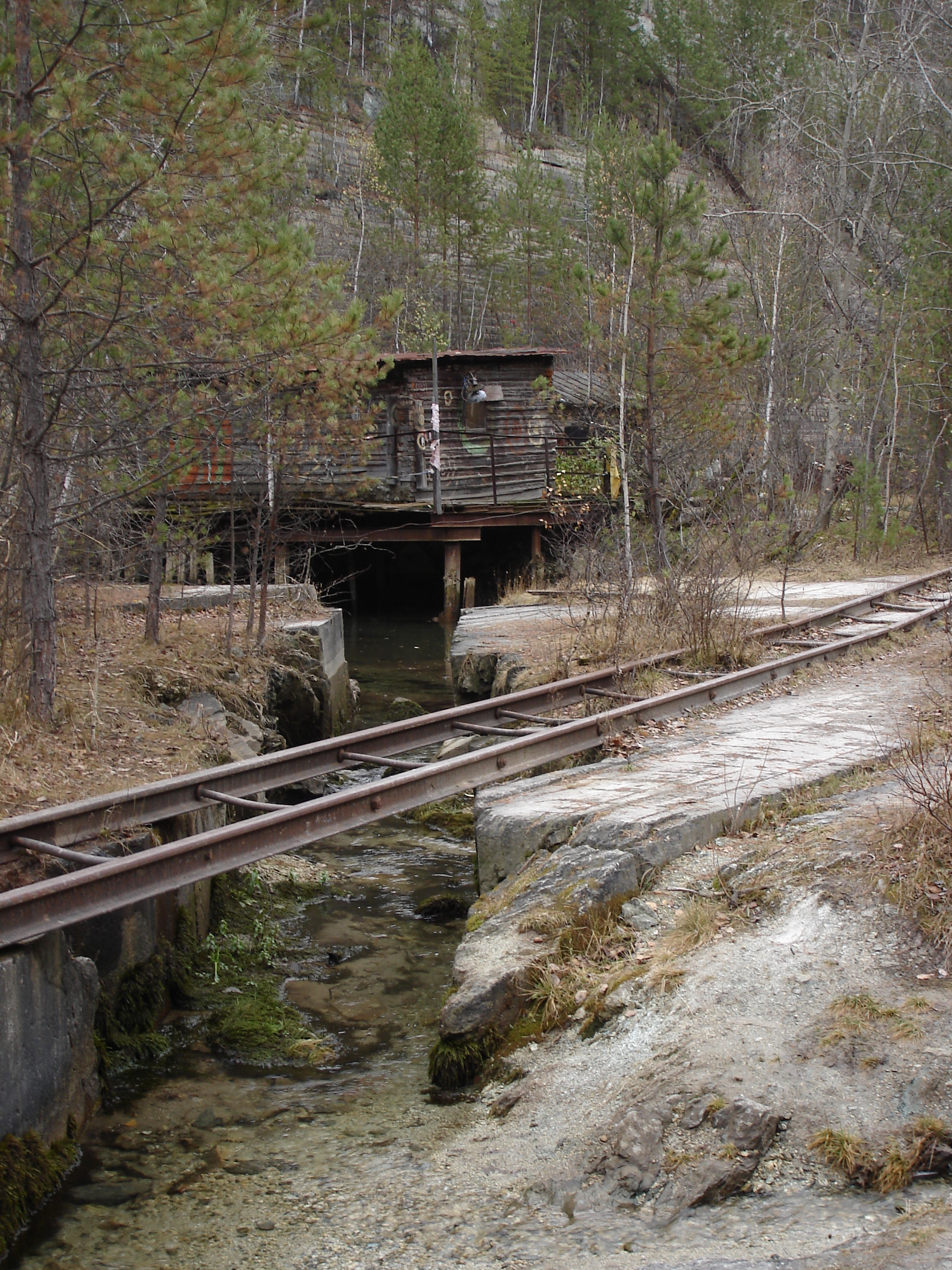
«Хиппстерский» домик сторожа

До затопления карьер «Старая линза» был популярным для туристов объектом как маршрут выходного дня. Это место вызывало интерес не только у местных краеведов и любителей природы и туристических походов, но и вызывало интерес у любителей научной фантастики, в частности таких его направлений как Дизельпанк, Стимпанк, Постапокалипсиса и просто космических приключений как креативное и атмосферное место, так как карьер напоминал то ли постапокалиптический мир, имел инопланетный пейзаж, дополняемый брошенной заводской техникой. Кроме того по стенам стекали водопады и горные ручьи, а на дне было небольшое озеро, возле которого располагался одноэтажный домик сторожа с террасой над озером, с собственным сараем и небольшим огородом. Домик был расписан в стиле Хиппи и увешан разноцветными покрывалами в хипстерско-индийском стиле, что вызывало восхищение у бывавших здесь туристов. После затопления данный ландшафт оказался скрытым водой и медленно разрушается, теперь это просто красивое озеро.
На дне «Старой линзы» неформальный «музей» брошенного горного оборудования под открытым небом, доступный теперь только для дайверов. Среди экспонатов:
- старый экскаватор и прочее оборудование;
- огромная пила от некогда функционировавшей баровой машины;
- башни и тросы подвесной канатной дороги, по которой вывозили добываемый тальк;
- узкоколейные рельсы с тележкой и тальковыми платформами.

Из всего музейного карьерного оборудования над поверхностью осталась только старая таль, подвешенная над карьером на канатах и устройство, благодаря которому она двигалась, находящееся на краю карьера.
Иногда здесь тренируются дайверы, альпинисты и ледолазы (зимой).
Неподалёку от «Старой линзы» находится новый карьер — Новая линза, а также Григорьевское месторождение змеевика. Также в этих местах студенты УГГУ и любители минералов занимаются поиском образцов. Здесь можно найти чёрные «турмалиновые кольца», блестящий гематит, благородный тальк, дымчатый кварц. В отвалах «Старой линзы»: магнезит, шерл, актинолит, рутил, гематит, хлорит, халцедон.

## История

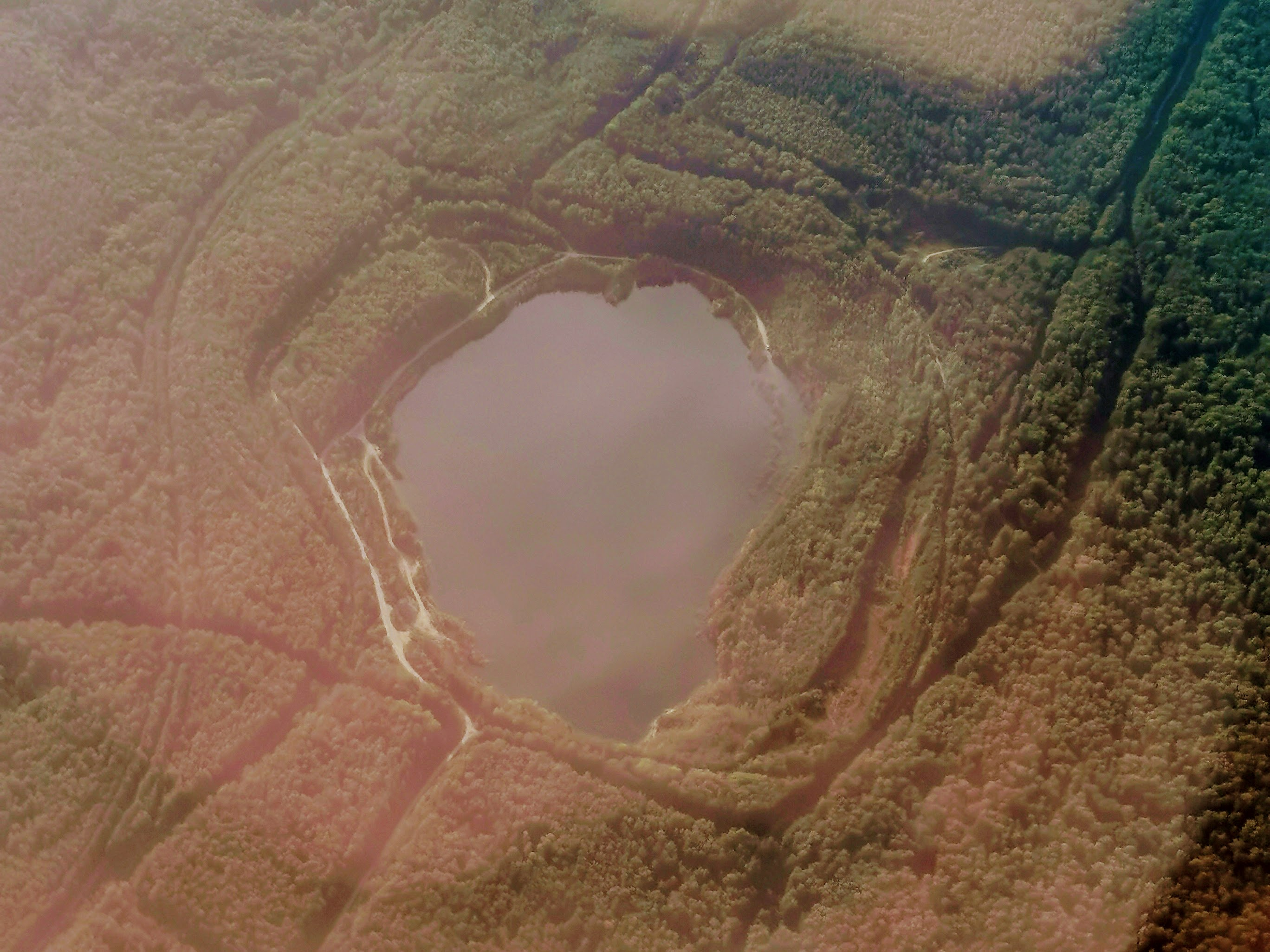
Новая линза вблизи Старой линзы (вид из самолёта)

Кустарную добычу талька в этих местах начали ещё в XIX веке. Механизировали процесс в 1931 году с созданием объединения «Уралтальк», когда СССР остро требовались огнеупоры. Талькомагнезитовый камень выпиливали блоками. В 1959 году в двух километрах на юго-восток от него начаты работы по разработке второго талькового карьера, который впоследствии заменил «Старую линзу». Изначально «Старая линза» был небольшим рудником — 10-12 метров в глубину, до нынешних размеров он разросся к 1974 году, когда и был законсервирован в связи с изобретением новых технологий в добыче (прессование).
До начала 2017 года из карьера постоянно откачивали грунтовые воды. Вода использовалась для технических нужд на Шабровском тальковом комбинате, а карьер сохранял свой уникальный вид.

## Галерея

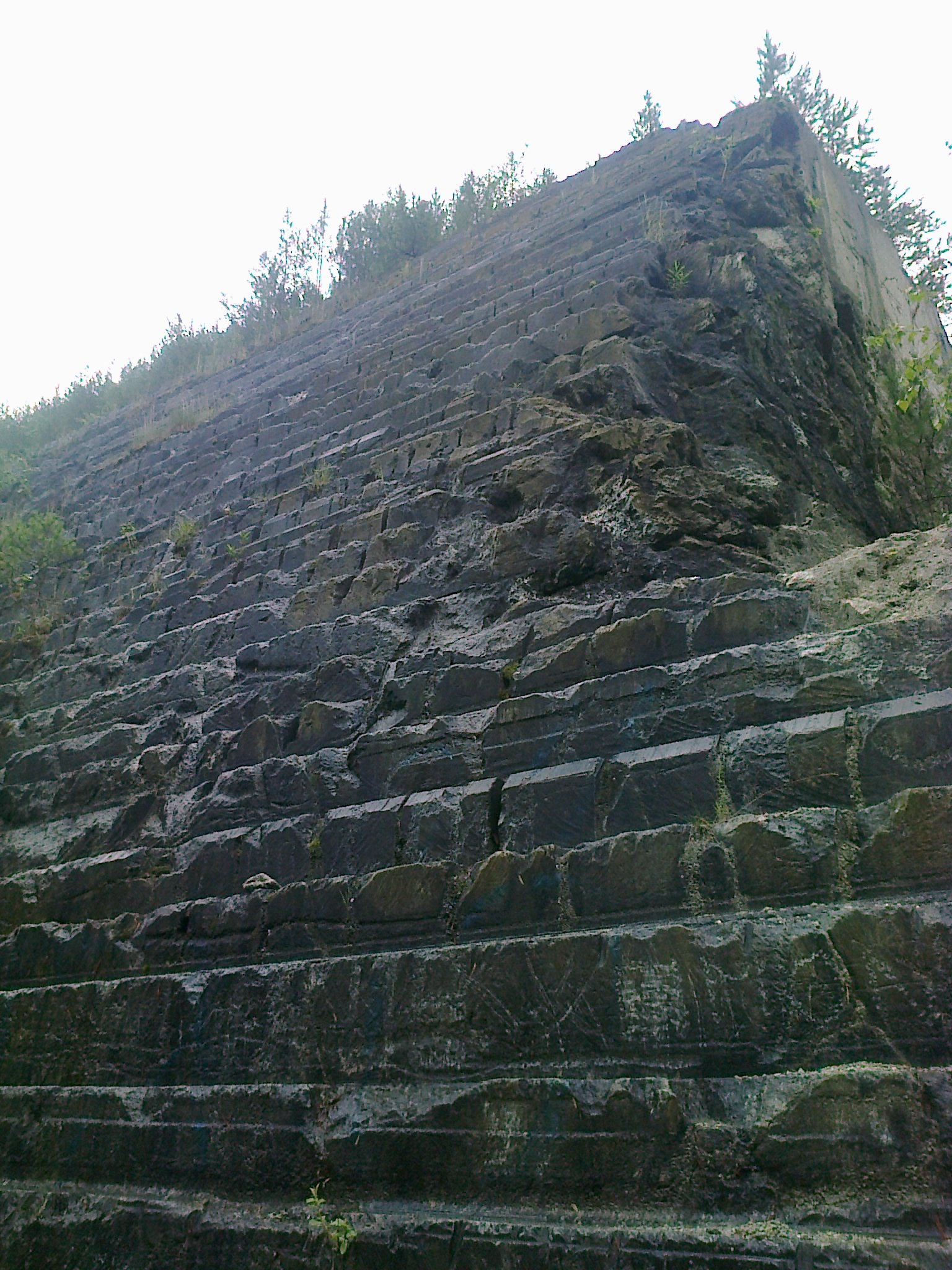
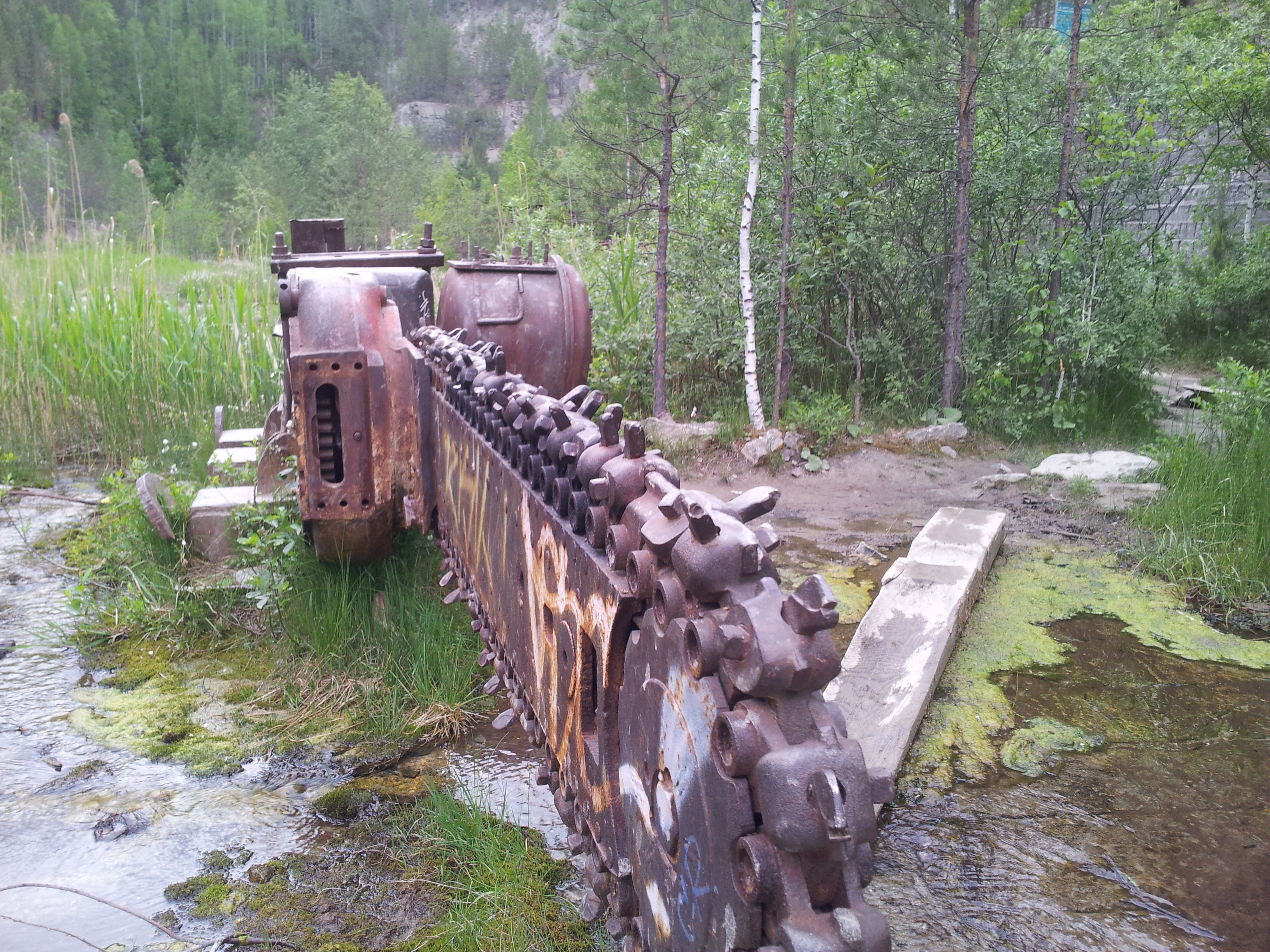
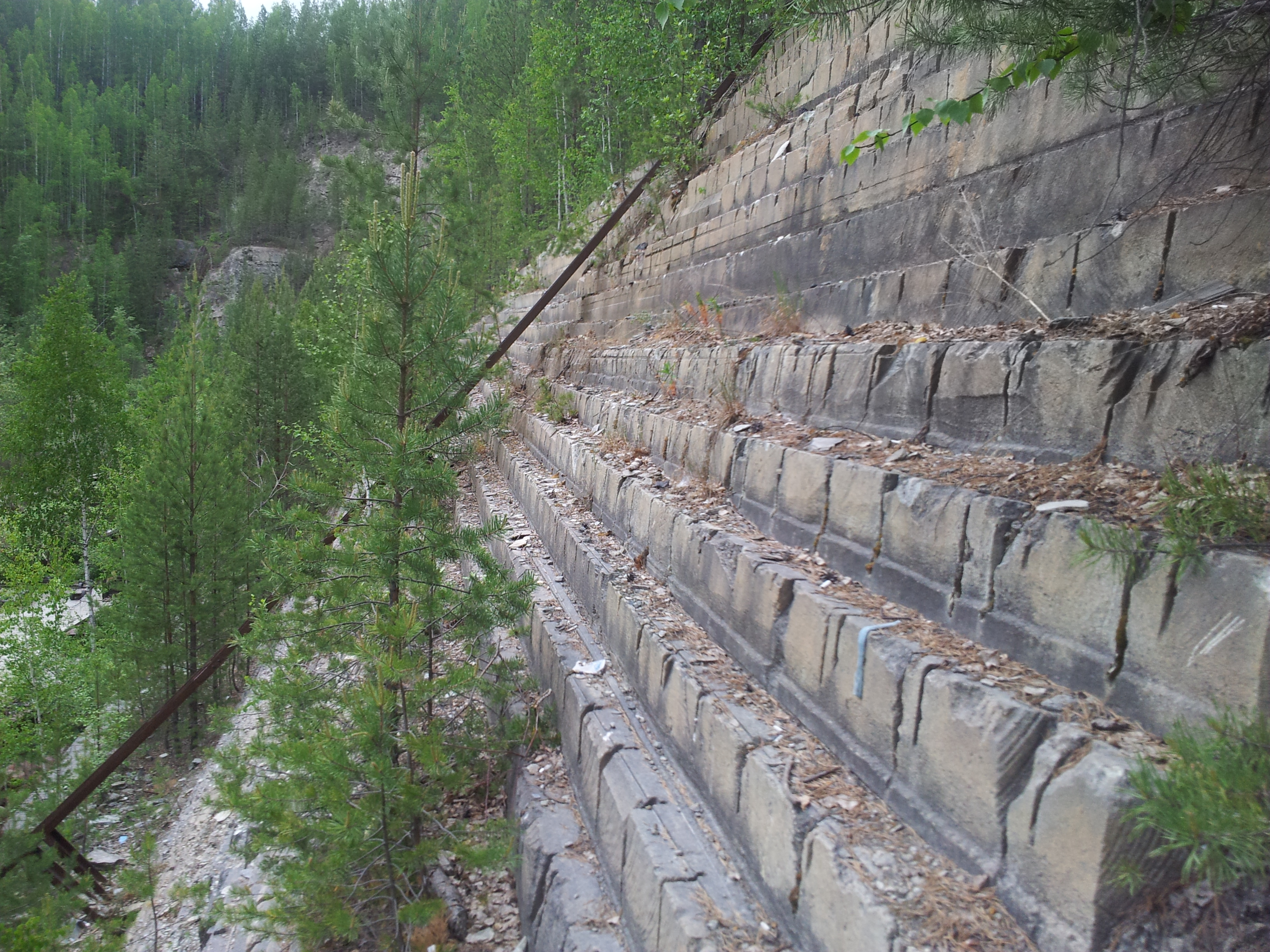
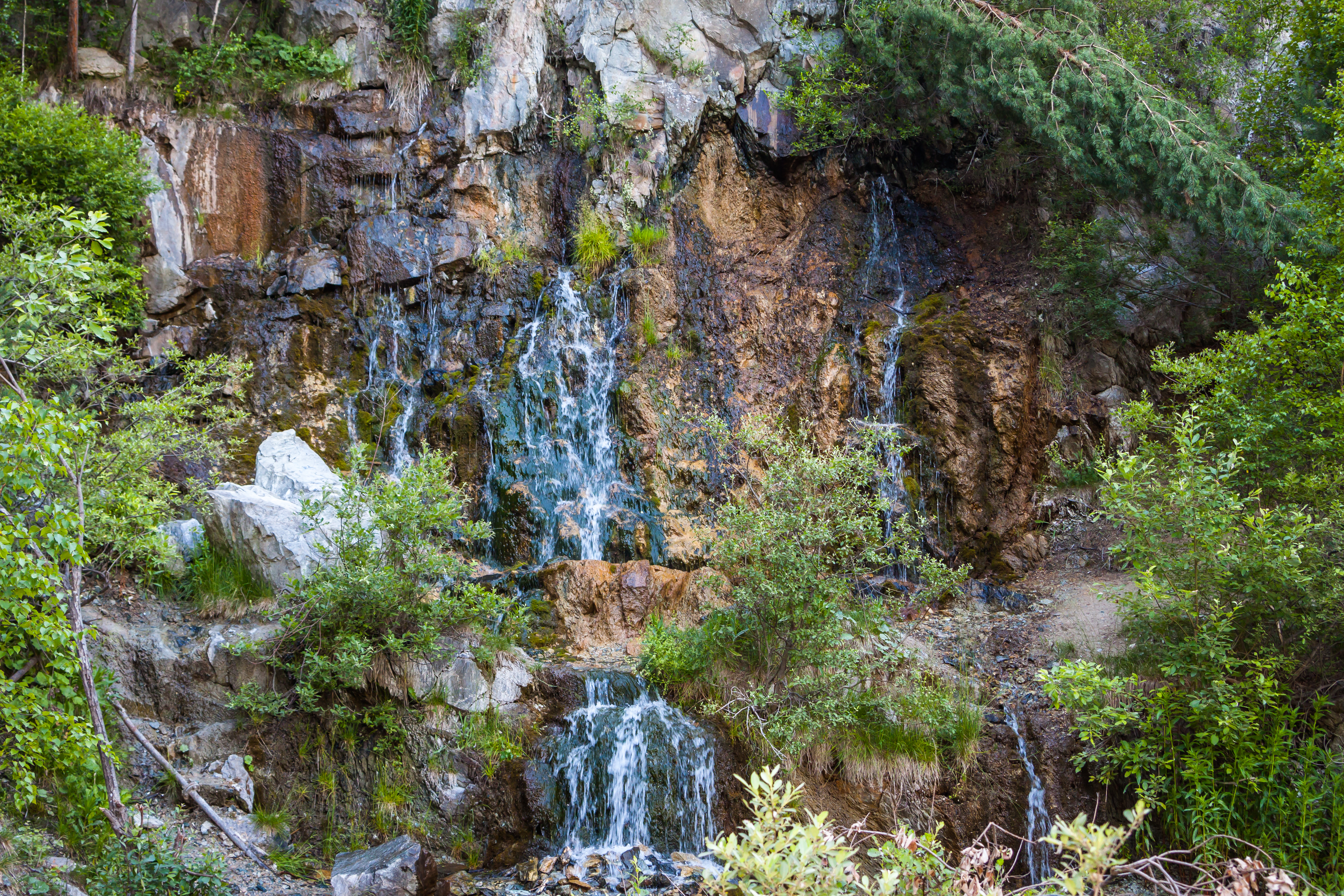
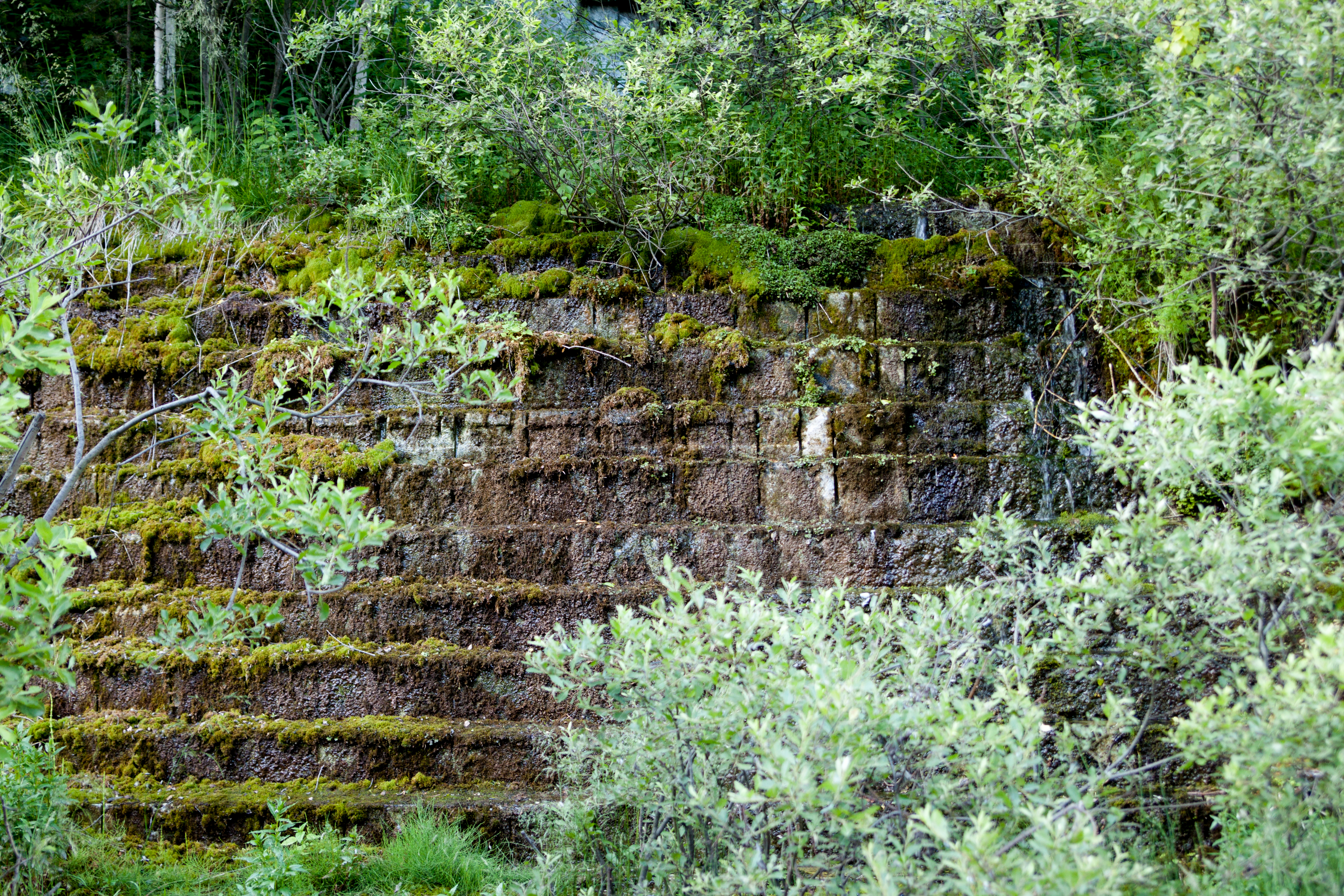
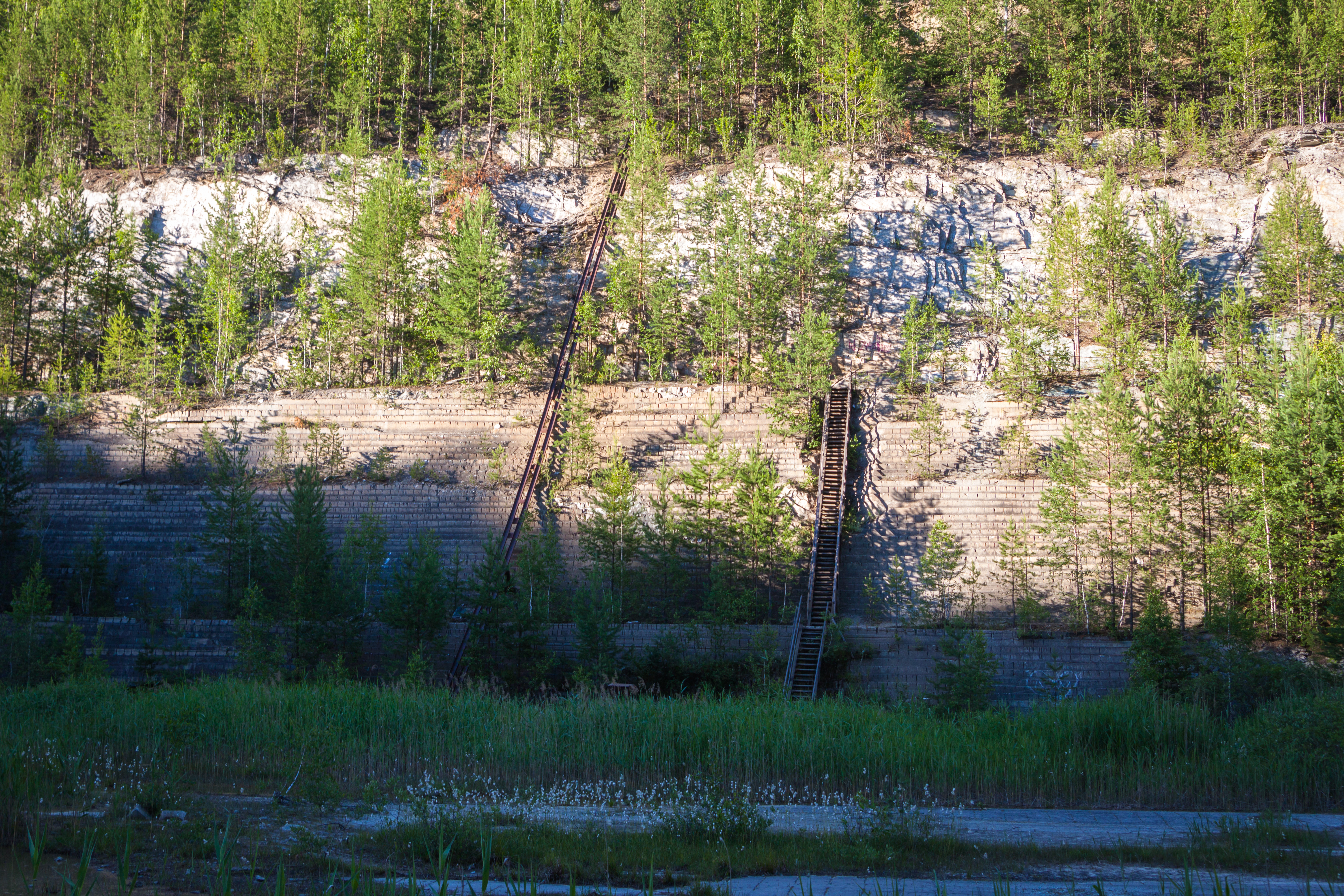
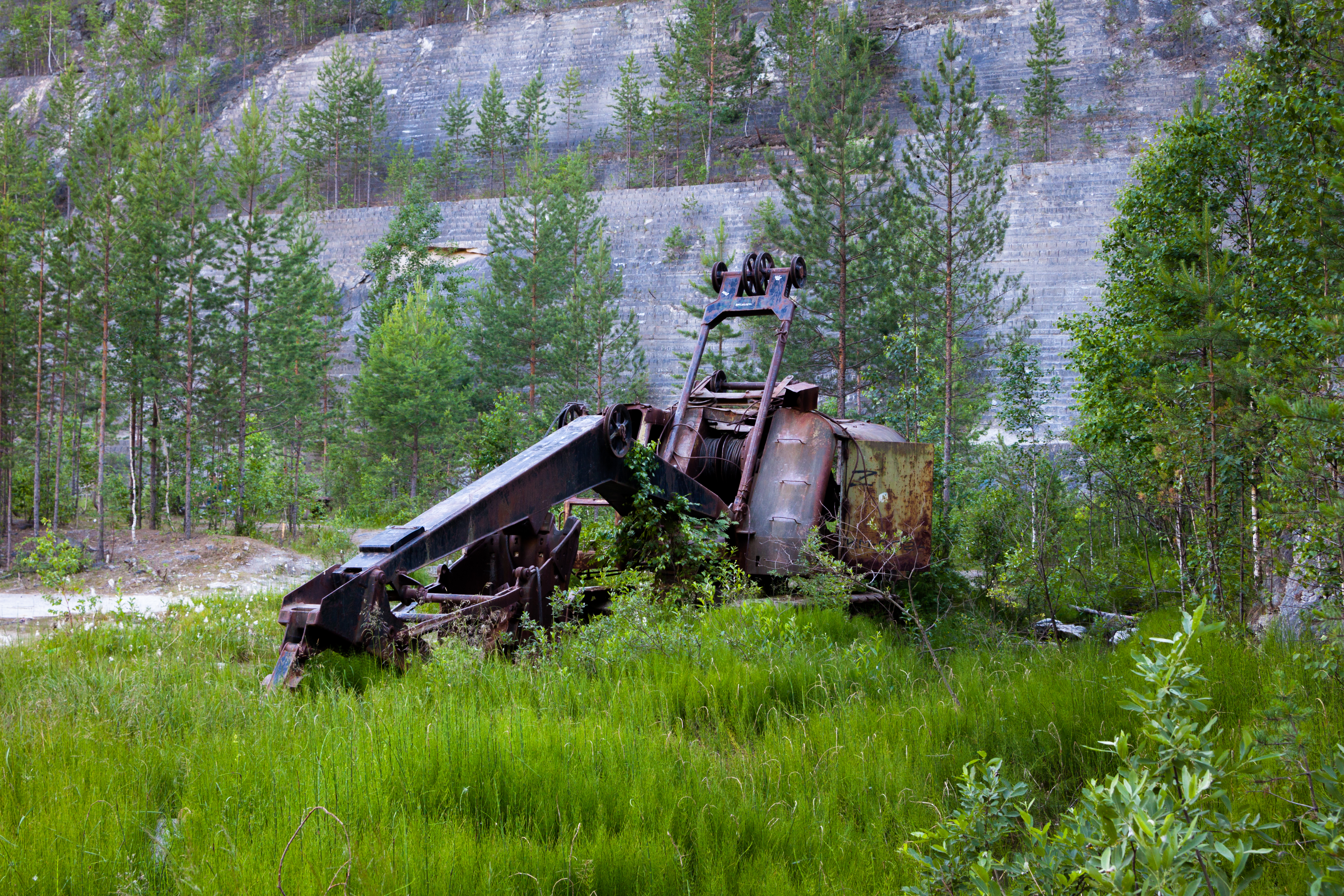

## Старая линза в кинематографе
- Правда о щелпах (2003 год).
- Ангелы революции (2015 год).